# Niall Annett
Pas d'image ? Cliquez ici

a Compétitions nationales et continentales officielles uniquement.

b Matchs officiels uniquement.
Dernière mise à jour le 25 avril 2025.
Niall Annett, né le  7 mai 1991 à Belfast (Irlande du Nord), est un joueur nord-irlandais de rugby à XV jouant au poste de talonneur avec Bath Rugby.

## Biographie
Niall Annett signe un contrat de développement avec Ulster à l'été 2011 et fait ses débuts sénior contre le Leinster le lendemain de Noël de la même année. Reconnu pour ses remarquables compétences en leadership, il est nommé capitaine de l'équipe des moins de 20 ans d'Irlande au Championnat du monde junior 2011, un an après la victoire irlandaise dans le Tournoi des Six Nations des moins de 20 ans. Il signe un contrat professionnel en 2012 avant le début de la saison 2012-2013 de Pro 12.
Durant l'été 2014, Niall Annett rejoint l'Angleterre et le club des Worcester Warriors qui évolue alors en 2e division anglaise. Lors de sa première saison, il participe grandement à la remontée du club en Premiership et à la victoire finale du championnat par les Warriors. De plus, il a marqué l'essai décisif lors de la finale face à Bristol permettant à son équipe de l'emporter 59 à 58 en cumulant le score des deux rencontres.
Joueur majeur de l'équipe, il signe un nouveau contrat avec le club en janvier 2016. En novembre 2016, il fait sa 50e apparition avec les Warriors lors du match de Coupe anglo-galloise face à Bristol.
En décembre 2019, il signe une prolongation de contrat de deux saisons supplémentaires.
En 2022, il rejoint Bath Rugby dans le même championnat.
Durant la saison 2023-2024, il entre en jeu lors de la finale de Premiership perdue 25 à 21 contre les Northampton Saints,.

## Palmarès

### En club
- Ulster
  - Finaliste du Pro12 en 2013.
- Worcester Warriors
  - Vainqueur du Championnat d'Angleterre de 2e division en 2015.
- Bath Rugby
  - Finaliste du Championnat d'Angleterre en 2024.
  - Vainqueur de la Challenge Cup en 2025.
  - Vainqueur du Championnat d'Angleterre en 2025.

### En équipe nationale
- Irlande -20
  - Vainqueur du Tournoi des Six Nations des moins de 20 ans en 2010.